# Rudolf von Brudermann
Rudolf Nikolaus Ritter von Brudermann (Đunđuš, 9. siječnja 1851. – Kaltenleutgeben, 21. siječnja 1941.) je bio austrougarski general i vojni zapovjednik. Tijekom Prvog svjetskog rata zapovijedao je 3. armijom na Istočnom bojištu.

## Vojna karijera
Rudolf von Brudermann je rođen 9. siječnja 1851. u Đunđušu u vojničkoj obitelji. Sin je Rudolfa Brudermanna starijeg, inače istaknutog austrijskog generala i Gisele von Babarczy. I dva Rudolfova brata, Anton i Adolf, odabrali su vojni poziv, te su bili istaknuti austrougarski zapovjednici u Prvom svjetskom ratu. 
Vojnu naobrazbu Brudermann je započeo u Kadetskoj školi u Heinbergu. Od 1865. počinje pohađati Terezijansku vojnu akademiju u Bečkom Novom Mjestu koju završava 1869. godine. Nakon toga služi u raznim vojnim jedinicama, te od 1874. pri Glavnom stožeru. Od 1880. služi kao vojni instruktor u kadetskoj školi u Mährisch-Weisskirchenu, dok 1884. služi u 14. dragonskoj pukovniji u kojoj 1891. postaje zapovjednikom. Godine 1897. postaje zapovjednikom 15. konjičke brigade, dok 1900. dobiva zapovjedništvo nad 7. konjičkom divizijom smještenom u Krakowu kada je unaprijeđen i u general bojnika. U svibnju 1901. promaknut je u podmaršala, dok u ožujku 1904. služi u kao pomoćnik glavnog inspektora konjice nadvojvode Otta da bi nakon njegovog umirovljenja 1906. postao glavnim inspektorom konjičkih snaga. U svibnju 1907. promaknut je u čin generala konjice, dok 1912. postaje Glavnim inspektorom austrougarske vojske na kojem mjestu dočekuje i početak Prvog svjetskog rata.

## Prvi svjetski rat
Na početku Prvog svjetskog rata Brudermann postaje zapovjednikom 3. armije koja je držala položaje u Galiciji na Istočnom bojištu. Prema austrougarskom ratnom planu 3. armija je trebala držati obrambene položaje, dok su 1. i 4. armija trebale djelovati ofenzivno. Na dijelu fronta koji je držala 3. armija nisu se očekivale jače ruske snage tako da kada je Brudermann dobio informaciju da su ruske snage prešle granicu, držao je da se radi o manjem broju ruskih jedinica, te ih je odlučio napasti. U stvarnosti na Brudermannovu dijelu bojišta napredovale su dvije ruske armije tako da su Brudermanova tri korpusa napala osam ruskih. U Bitci na Gnjiloj Lipi Brudermann je pretrpio težak poraz, te je prisiljen na povlačenje.
Zbog navedenog neuspjeha Brudermann je 4. rujna 1914. smijenjen s mjesta zapovjednika 3. armije, te ga je na tom mjestu zamijenio Svetozar Borojević, dotadašnji zapovjednik VI. korpusa. Ubrzo nakon smjene Brudermann je na vlastiti zahtjev 24. studenog 1914. umirovljen.

## Poslije rata
Nakon završetka rata Brudermann je bio vrlo aktivan među veteranskim udrugama. Godine 1936. postao je predsjednikom Udruge Stari Neustadt koja je okupljala veterane rata koji su završili Terezijansku vojnu akademiju u Bečkom Novom Mjestu.
Preminuo je 21. siječnja 1941. u 90. godini života u Kaltenleutgebenu. Od 1878. bio je oženjen s Mariom Albinom Jürgens s kojom nije imao djece.

## Vanjske poveznice
(eng.) Rudolf von Brudermann na stranici Austro-Hungarian-Army.co.uk

(eng.) Rudolf von Brudermann na stranici Oocities.org

(njem.) Rudolf von Brudermann na stranici Weltkriege.at
| Prethodnik: | Zapovjednik 3. armije Rudolf von Brudermann | Nasljednik:        |
| nitko       | Zapovjednik 3. armije Rudolf von Brudermann | Svetozar Borojević |